# Jukki Hanada
Jukki Hanada (jap. 花田 十輝 Hanada Jukki; ur. w 1969 w prefekturze Miyagi) – japoński scenarzysta anime i powieściopisarz. Zadebiutował w 1992 roku jako autor scenariusza 46. odcinka serialu Jankenman.

## Twórczość

### Scenariusz

#### Seriale telewizyjne
- Jankenman (1992)
- Yoyo no neko tsumami (1992)
- O czym szumią wierzby (1993)
- Magiczni wojownicy (1995)
- Slayers Next (1996)
- Chobits (2002)
- Abenobashi mahō shōtengai (2002)
- Mahoromatic: Motto utsukushii mono (2002)
- Petite Princess Yucie (2002–2003)
- Matantei Loki Ragnarok (2003)
- Popotan (2003)
- Hanaukyō Maid-tai: La Verite (2004)
- Rozen Maiden (2004)
- Burn-Up Scramble (2004)
- Kita e.: Diamond Dust Drops (2004)
- Kapłanki przeklętych dni (2004)
- Gakuen Alice (2004–2005)
- Oh! My Goddess (2005)
- Kore ga watashi no goshujin-sama (2005)
- D.C.S.S: Da Capo Second Season (2005)
- Erementar Gerad (2005)
- Ichigo mashimaro (2005)
- Happy Seven (2005)
- Rozen Maiden Träumend (2005–2006)
- Fate/stay night (2006)
- Sasami: Mahō shōjo Club (2006)
- Aa! Megami-sama! Sorezore no tsubasa (2006)
- Kashimashi: Girl Meets Girl (2006)
- Rozen Maiden Ouvertüre (2006)
- Code-E (2007)
- Idolmaster: Xenoglossia (2007)
- Sola (2007)
- Mission-E (2008)
- Kyōran kazoku nikki (2008)
- H2O: Footprints in the Sand (2008)
- Special A (2008)
- Yozakura Quartet (2008)
- Kōkaku no Regios (2009)
- K-On! (2009)
- Metal Fight Beyblade (2009)
- Sora o kakeru shōjo (2009)
- Seitokai no ichizon (2009)
- Shugo Chara!! Doki (2009)
- Tatakau shisho: The Book of Bantorra (2009)
- Hanasakeru seishōnen (2009–2010)
- K-On!! (2010)
- Kuragehime (2010)
- Level E (2010)
- Nichijō (2011)
- Kimi to boku (2011)
- Steins;Gate (2011)
- Księga przyjaciół Natsume (2011–2012)
- Kimi to boku 2 (2012)
- Accel World (2012)
- Campione! (2012)
- Miłość, gimbaza i kosmiczna faza (2012)
- Sakura-sō no Pet na kanojo (2012–2013)
- Robotics;Notes (2012–2013)
- Tamako Market (2013)
- A Certain Scientific Railgun S (2013)
- Strike the Blood (2013)
- Magi: The Kingdom of Magic (2013)
- Kyōkai no kanata (2013)
- Love Live! School Idol Project (2013–2014)
- Miłość, gimbaza i kosmiczna faza: Porywy serca (2014)
- No Game No Life (2014)
- The Seven Deadly Sins (2014–2015)
- Kantai Collection (2015)
- Hibike! Euphonium (2015)
- Wakaba Girl (2015)
- Hibike! Euphonium 2 (2016)
- Love Live! Sunshine!! (2016–2017)
- Comic Girls (2018)[2]
- Sora yori mo tōi basho (2018)[3]
- Gdy zakwitnie w nas miłość (2018)[4]
- Steins;Gate 0 (2018)[5]
- Hitori bocchi no marumaru seikatsu (2019)[6]
- Granbelm (2019)[7]
- Love Live! Superstar!! (2021–2022)[8]
- Czarne chmury w moim sercu (2023–2024)[9]
- Sengoku Yōko (2024)[10]
- Girls Band Cry (2024)[11]
- Sakuna: Of Rice and Ruin (2024)[12]
- Atri: My Dear Moments (2024)[13]
- Medalist (2025)[14]
- Fūdo kōto de, mata ashita. (2025)[15]
- Kimi ga shinu made koi o shitai[16]

#### Filmy anime
- Steins;Gate: Fuka Ryōiki no Déjà vu (2013)
- Takanashi Rikka kai: Gekijōban chūnibyō demo koi ga shitai! (2013)
- Love Live! The School Idol Movie (2015)
- Poza granicami: Będę tu – przeszłość (2015)
- Poza granicami: Będę tu – przyszłość (2015)
- Gekijōban KanColle (2016)
- Gekijōban Hibike! Euphonium: Kitauji kōkō suisōgaku-bu e yōkoso (2016)
- No Game No Life: Zero (2017)
- Gekijōban Hibike! Euphonium: Todoketai Melody (2017)
- Miłość, gimbaza i kosmiczna faza! Za mną leć (2018)
- Love Live! Sunshine!! The School Idol Movie: Over The Rainbow (2019)
- Gekijōban Hibike! Euphonium: Chikai no Finale (2019)
- Sū-funkan no Yell o (2024)[17]

### Książki

#### Light novel
- Ojōsama Express (1996–97)
- Kururi kuru!: De suru raishū (2001)
- Dai kiraina, ano sora ni (2001)
- Second Stage (2001)
- Twice X’mas (2001)

#### Manga
- Kururi kuru! (2001, historia)
- Hōrorogion (2009, historia)

## Wyróżnienia
| Rok  | Nagroda           | Kategoria                                  | Rezultat | Źródło |
| ---- | ----------------- | ------------------------------------------ | -------- | ------ |
| 2015 | Tokyo Anime Award | Najlepszy scenariusz / historia oryginalna | Wygrana  | [ 18 ] |
| 2019 | Tokyo Anime Award | Najlepszy scenariusz / historia oryginalna | Wygrana  | [ 19 ] |